# Historia de Asturias

Bandera que pudo represar a la nobleza del Reino de Asturias, precursora de la moderna bandera de Asturias.

La historia de Asturias cubre el periodo desde que las tribus paleolíticas se asentaron en esta zona de la franja cantábrica hasta la sociedad posindustrial moderna de nuestros días. Sobre la etimología del término Asturias, algunos autores creen que su origen se halla en el nombre del río Astura (hoy río Esla), cuyos ribereños fueron llamados astures por los autores romanos.

## Prehistoria

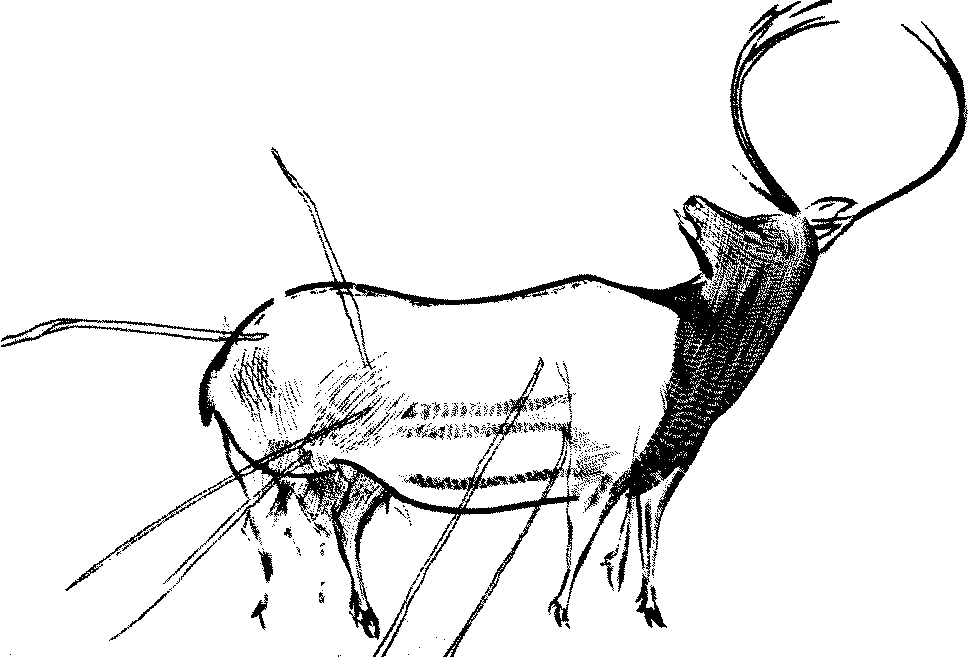
Ciervo herido de la cueva de la Peña de Candamo.

### Paleolítico
Asturias fue ocupada por grupos humanos desde el Paleolítico Inferior (hace 100.000 años) en un periodo comprendido entre el Achelense y el Musteriense. Existen pinturas rupestres que datan de hace 30 000 años y corresponden a las culturas Solutrense, Magdaleniense y Auriñaciense pertenecientes al Paleolítico Superior y propias tanto de los pueblos de la Cordillera Cantábrica como del sur de Francia.
Por medio de los yacimientos conocidos hasta el momento, se cree que los primeros pobladores de Asturias se instalaron en el litoral cantábrico y en los valles ribereños: cuevas del Pindal (Ribadedeva), de Posada, de Tito Bustillo (Ribadesella), del Buxu (Cangas de Onís), de La Peña de Candamo (Candamo) y la de La Covaciella (Cabrales).

### Mesolítico: Cultura Asturiense

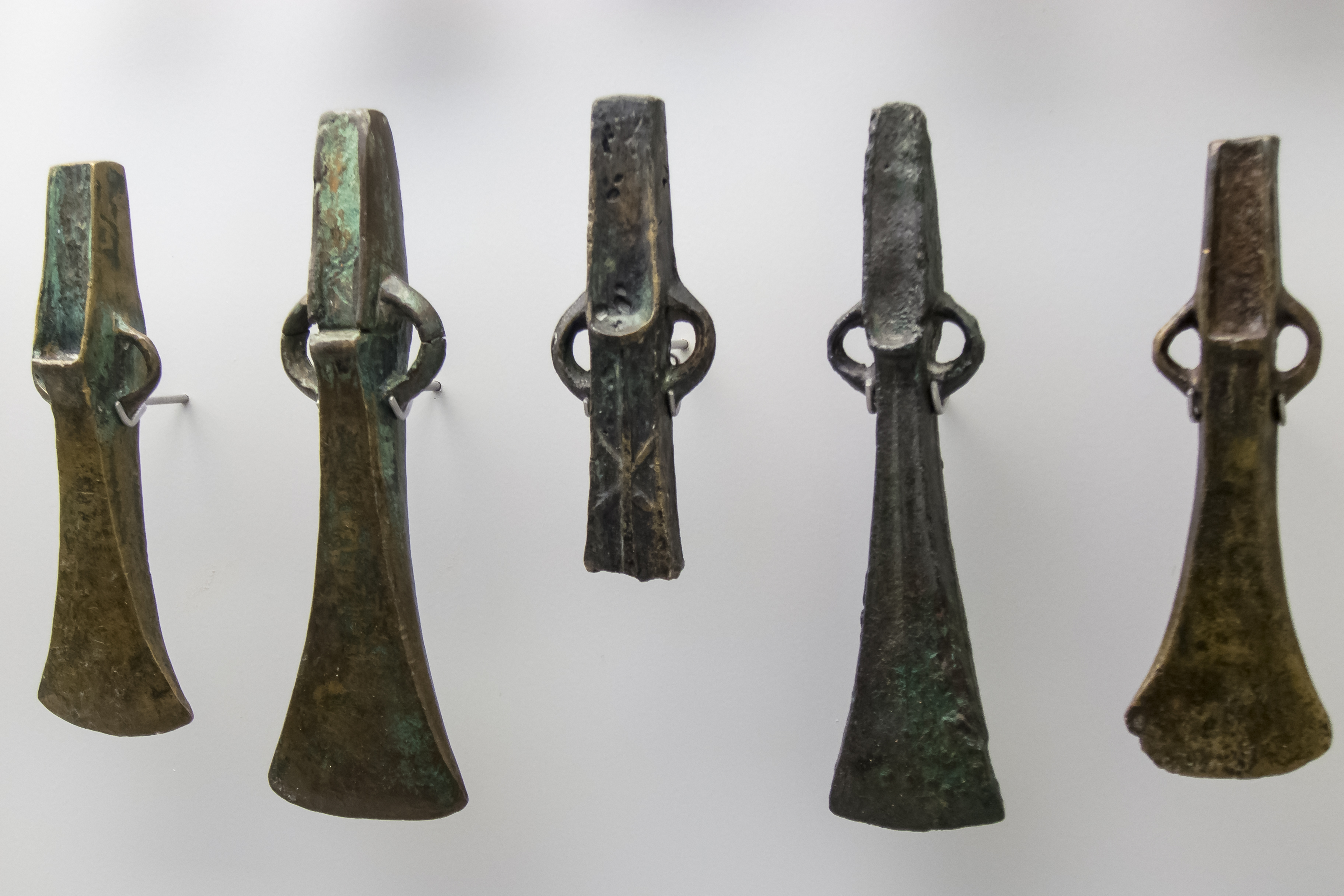
Hachas de talón de finales de la Edad del Bronce, expuestas en el Museo Arqueológico de Asturias.

En el Mesolítico se desarrolló una cultural original, el Asturiense, propia del oriente de Asturias y el occidente de Cantabria. Estos asentamientos se encuentran en bocas de cuevas próximas al mar o bajo abrigos, generalmente próximos a la costa, aunque también en montañas cantábricas del interior.

### Neolítico
Del Neolítico asturiano quedan pruebas como los treinta dólmenes de la necrópolis prehistórica del Monte Areo, entre Carreño y Gijón, de 5.000 años de antigüedad, así como túmulos o el Ídolo de Peña Tú (Llanes). En algún momento las anteriores culturas abandonaron las cuevas y dominaron la agricultura y la ganadería.

Según Avieno, en su descripción de las costas del occidente europeo, fueron los Oestrimnios el pueblo que habitaron en un principio el norte peninsular y la costa atlántica hasta Bretaña. Serían los descendientes de unos primeros habitantes que serían un pueblo preindoeuropeo y otro indoeuropeo no celta. Estos fueron desplazados por otros que formaban el Ofiusa (nombre que recibía todo el norte peninsular): Cempsos, Sejes, Ligus y Draganos. De estos, los dráganos ocuparían la actual Asturias y serían el pueblo de origen celta que la invadió.

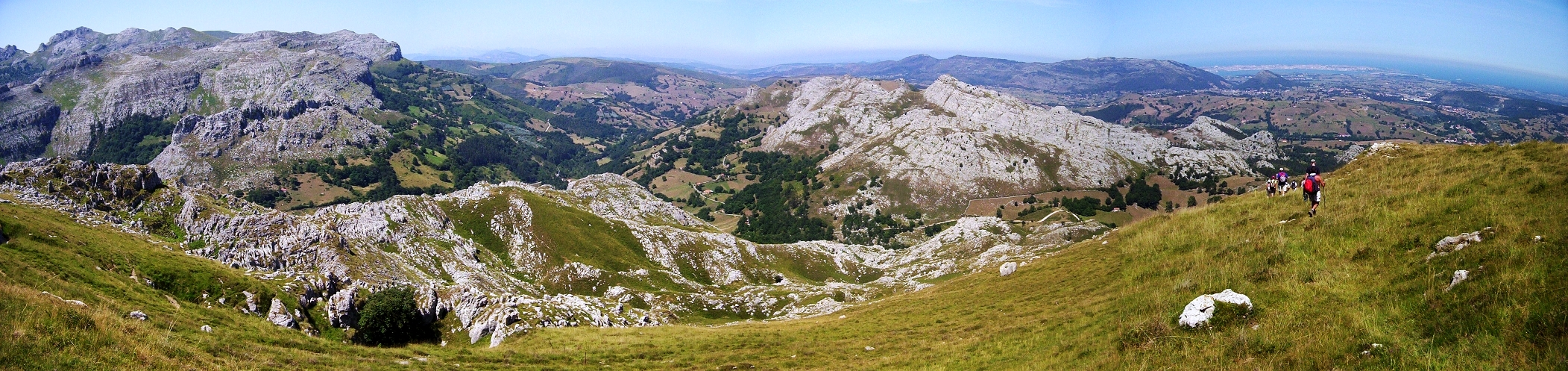
Vista de la Cordillera Cantábrica, frontera natural de Asturias desde la Prehistoria

## Edad Antigua

### Cultura castreña
El periodo entre el abandono de las cuevas hasta casi la romanización es bastante desconocido. Los autores griegos o latinos hablan de tribus bárbaras y aguerridas que vivían en las selvas y montañas. Escritores romanos como Plinio el Viejo y Pomponio Mela y griegos como Estrabón hablan de dos tribus principales separadas por la Cordillera Cantábrica: los astures augustanos con capital en Asturica (la actual Astorga) cuyos dominios llegaban hasta el Duero, y los astures transmontanos que se extendían entre el río Sella y el Navia. No obstante, hoy se entiende que estas divisiones son producto de la practicidad romana a la hora de establecer sistemas administrativos y policiales, y no como muestra de identidades precisas indígenas.

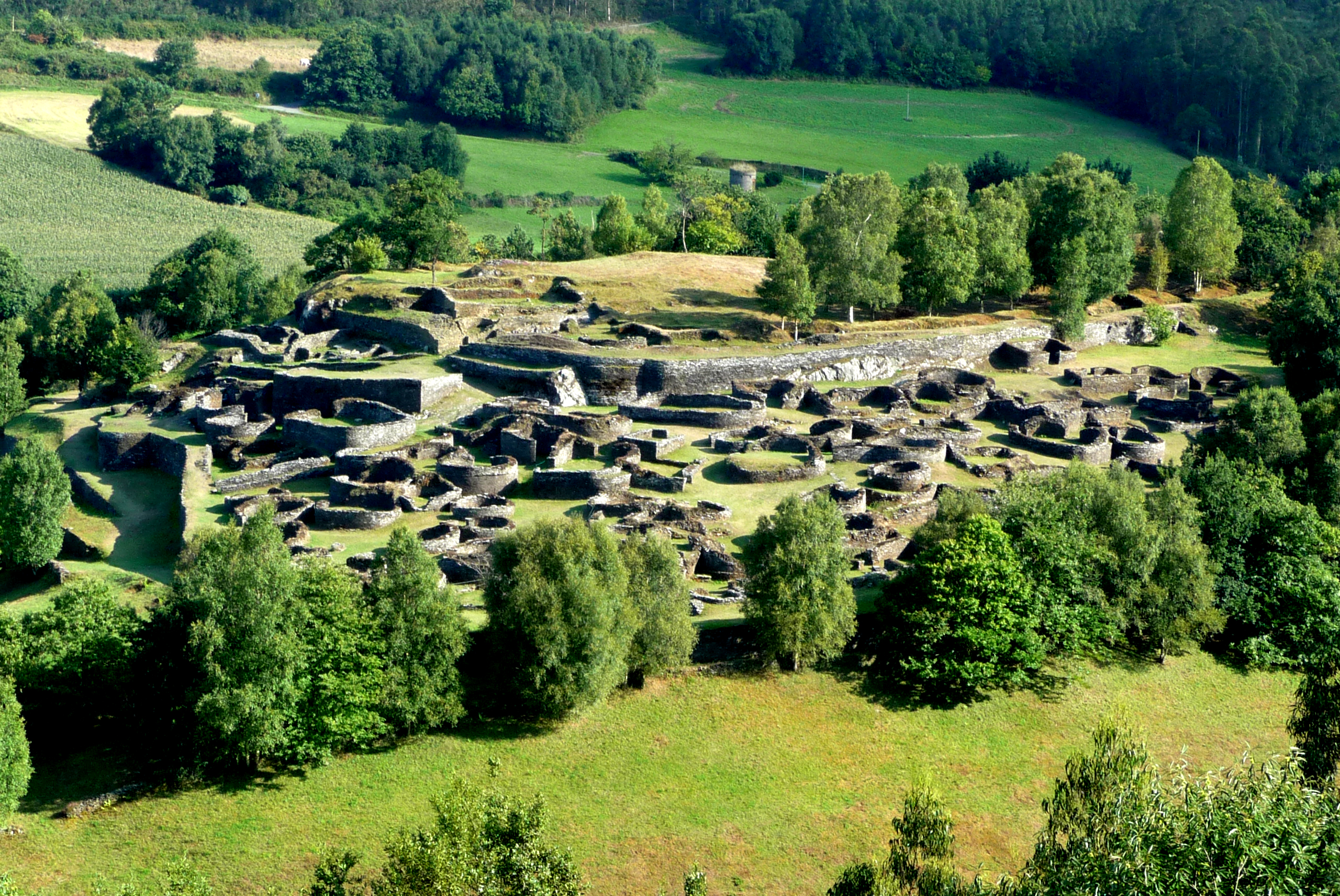
El castro de Coaña.

Existe también constancia escrita de las duras luchas mantenidas entre astures y cántabros a lo largo del cauce del Sella[cita requerida]. Así como de la rudeza y bravura de ambos pueblos y su resistencia a ser dominados por los romanos.
A este periodo pertenecen muestras de la presencia humana en Asturias como son los castros. Entre ellos, el castro de Coaña es un poblado astur construido a comienzos de nuestra era cerca de la capital del concejo de Coaña. Perdió importancia a partir del siglo III y se le ha relacionado con las explotaciones auríferas en el Navia. Otros castros en Asturias destacados son el de Pendía (Boal), El Chao Samartín (Grandas de Salime), San Chuis (Allande), Os Castros (Taramundi), Cabo Blanco (El Franco), La Sobia y La Cogollina (Teverga), la Campa Torres (Gijón), Caravia y así hasta una cifra en torno a los 300.

### Romanización

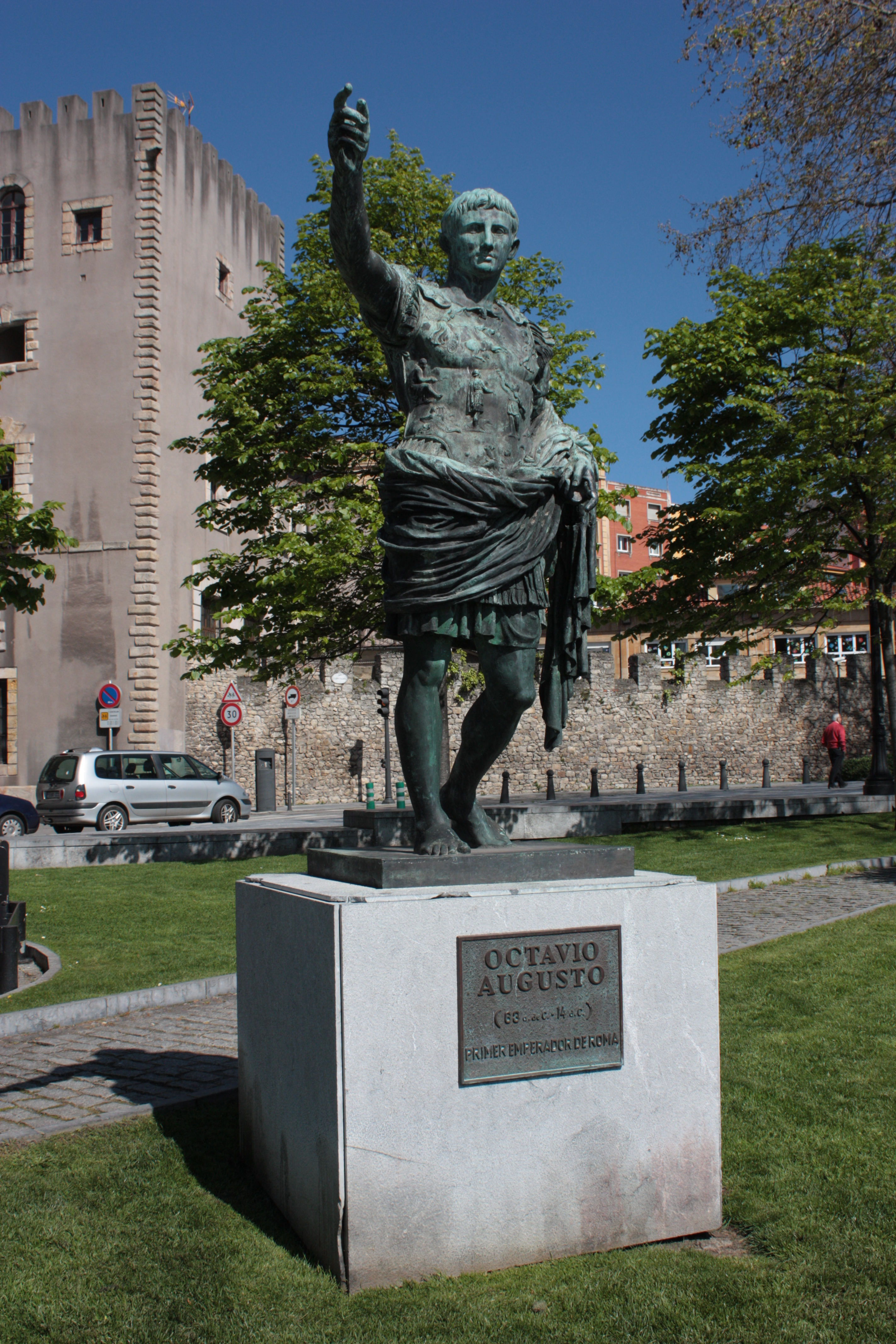
Replica de Augusto de Prima Porta en Gijón, la ciudad con mayor legado romano de Asturias.

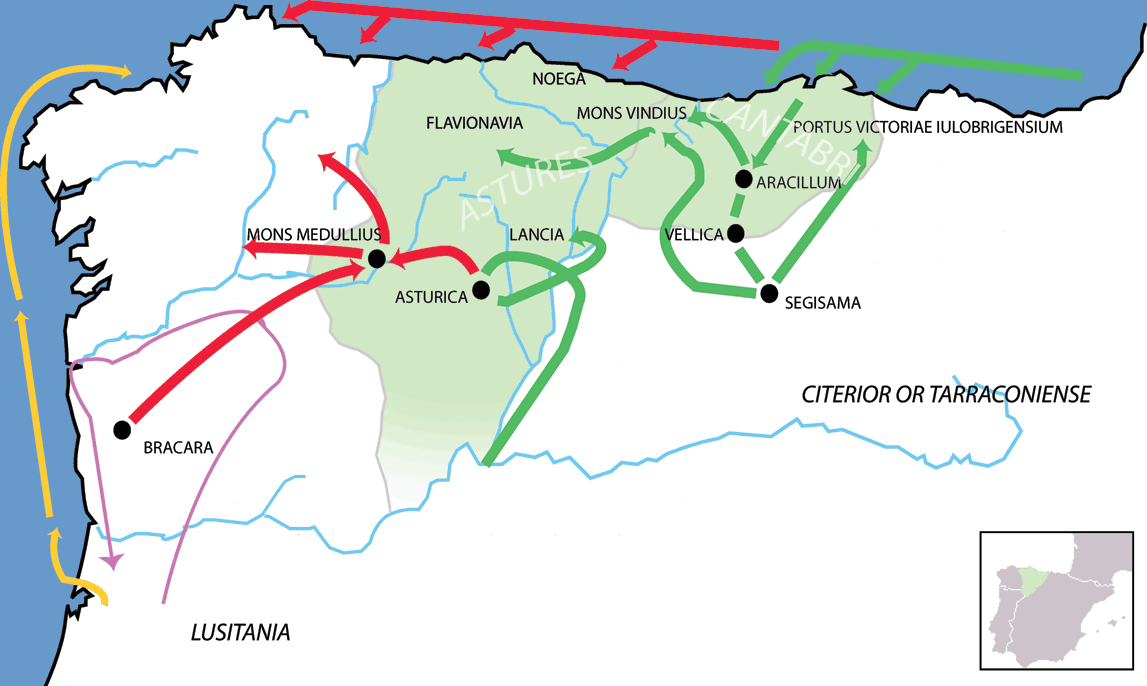
Ofensivas romanas contra los Astures y Cántabros durante las Guerras Cántabras (29 a. C.-19 a. C), última fase de la Conquista de Hispania (218 a. C.-19 a. C).

A finales del siglo I a. C. los romanos tenían la necesidad de terminar la conquista de toda la península ibérica. En ese momento sólo los pueblos del norte: Astures y Cántabros no estaban bajo el yugo romano. La motivación principal del interés imperial por esta región era el oro del subsuelo del área noroccidental peninsular, conocido para los romanos por la expedición contra Gallaecia de Bruto; también el joven emperador Augusto necesitaba de alguna victoria que glorificase su posición. En el año 29 a. C. se unen los vacceos, astures y cántabros en su lucha contra los romanos, y estos concentraron todo su poder militar en el norte peninsular. César Augusto tuvo que ponerse personalmente al frente de sus tropas.
Augusto planificó cuidadosamente la guerra, creando extensas redes de suministro para sus ocho legiones movilizadas: I Augusta, II Augusta, IV Macedónica, V Alaudae, VI Victrix, IX Hispanensis, X Gemina y XX Valeria Victrix, sumando unos 50 000 hombres. La complicada orografía asturiana y la feroz resistencia astur, organizada mediante guerra de guerrillas, alargaron la invasión romana hasta el año 19 a. C. La mayoría de la guerra se desató entre el 26 y el 22 a. C, habiendo varias batallas como el asedio del monte Medulio.
Siempre según las fuentes grecolatinas, en el año 25 a. C. los astures cruzaron los montes de la Cornisa Cantábrica y acamparon en el río Astura (río Esla). Dividiendo sus fuerzas en tres columnas pretendían atacar a otros tantos campamentos romanos. De no haber sido por la traición de la ciudad de Brigaecium que avisó a los romanos dándoles tiempo a reorganizarse y rechazar el ataque, los astures hubieran arrasado las tropas del general Publio Carisio. Tras sufrir esta derrota, los astures se refugiaron en el oppidum de Lancia que fue atacada y ocupada por el legado de Lusitania.
Sin embargo, esta victoria no supuso el final de la resistencia astur. En efecto, los romanos tuvieron que enfrentarse con sucesivas rebeliones que periódicamente surgían a causa del trato recibido del invasor o del levantamiento de impuestos. Así pues, hubo varias rebeliones en el 24 a. C., 22 a. C. y una última en el 19 a. C. que fue la más duramente represaliada. Augusto con el deseo de una rápida pacificación le dejó el mando de sus tropas a su mejor estratega: Agripa.
La romanización comenzó de manera militar, asegurando el territorio montañés, plagado de castros, mediante campamentos como el de La Carisa. El control militar permitió una fiable extracción de minerales preciosos, especialmente en El Bierzo mediante las minas de Las Médulas, ya en León. Gran número de astures fueron reclutados en el ejército romano para emprender campañas defensivas en las fronteras del Imperio Romano.

## Alta Edad Media

### Monarquía visigoda
La caída y desmembración del Imperio romano, que no pareció haber ejercido mucha influencia en el territorio astur, se produce en el siglo V. En el siglo VI, la invasión de la Península por los visigodos y suevos es rechazada por los astures, manteniéndose por consiguiente al margen de la influencia cultural germánica.
Entre el siglo V y el VIII se instaló en Asturias el cristianismo primitivo.

### Monarquía asturiana (718-910)

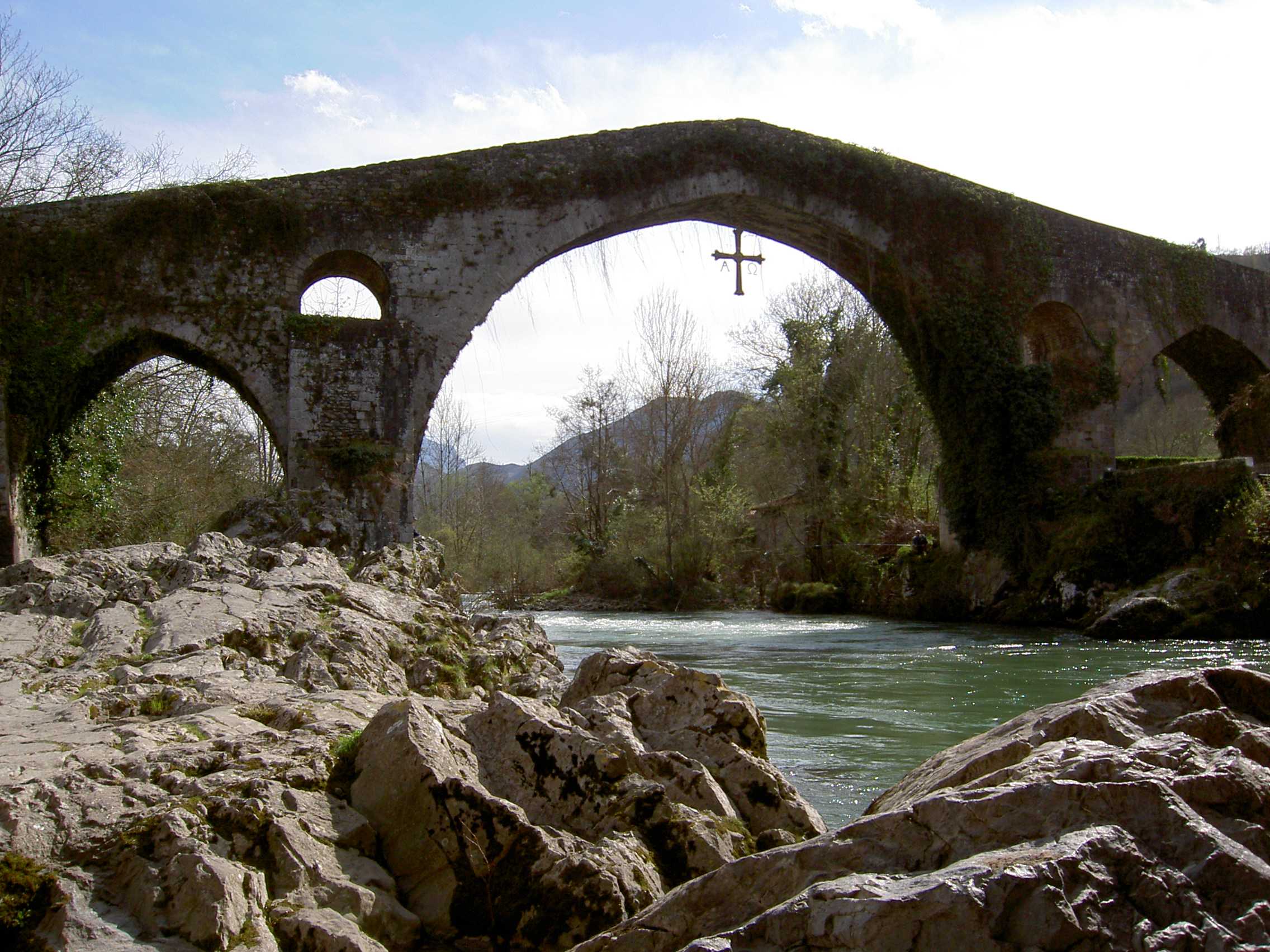
Puente de origen medieval aunque de diseño romano en Cangas de Onís

En el momento en que los musulmanes ganaron, en la batalla de Guadalete (711), al reino visigodo de Toledo, los cristianos de Toledo huyen para buscar refugio en Asturias. Es en este momento cuando las reliquias que hoy se guardan en la Cámara Santa de la Catedral llegan a Asturias. Primero se guardaron en el Monsacro (Montes de Morcín) y luego en Oviedo. Esta región nunca sufrió una intensa arabización, ya que las ocupaciones por parte de los musulmanes eran eventuales y tenían más un carácter de razzias.

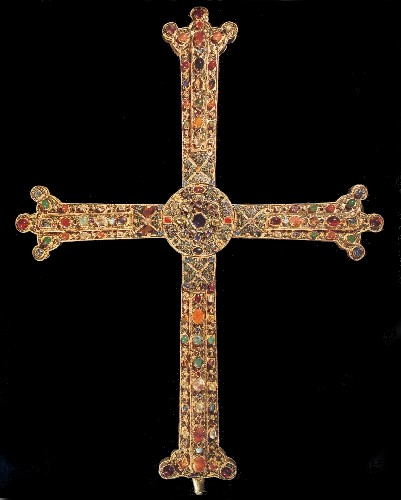
La Cruz de la Victoria, reliquia de la Cámara Santa de la Catedral de Oviedo.

En el año 716 se produce en Asturias una primera revuelta contra el poder musulmán, al mando de un caudillo (probablemente noble) llamado Don Pelayo. Esta revuelta fue sofocada y Pelayo detenido y encarcelado.
Don Pelayo consigue huir en el año 717 de Córdoba, llega al río Piloña en 718 y ese mismo año consigue convertirse en jefe de los Astures, tras conversar y convencer a los pueblos astures de la necesidad de unir sus fuerzas frente "al enemigo común". En mayo de 722 tiene lugar un segundo enfrentamiento en la Batalla de Covadonga contra el general árabe Munuza. Esta fue más una victoria guerrillera que militar. Don Pelayo, con la intención de consolidar su triunfo, se proclama rey en Cangas de Onís, fundando el Reino de Asturias.
La monarquía asturiana, a consecuencia de varias escisiones y reagrupaciones, daría paso en los siglos siguientes a los Reinos de León, de Galicia, de Castilla y de Portugal. A partir de ese momento y hasta 1492 la península ibérica estará dividida en una parte musulmana y otra cristiana.

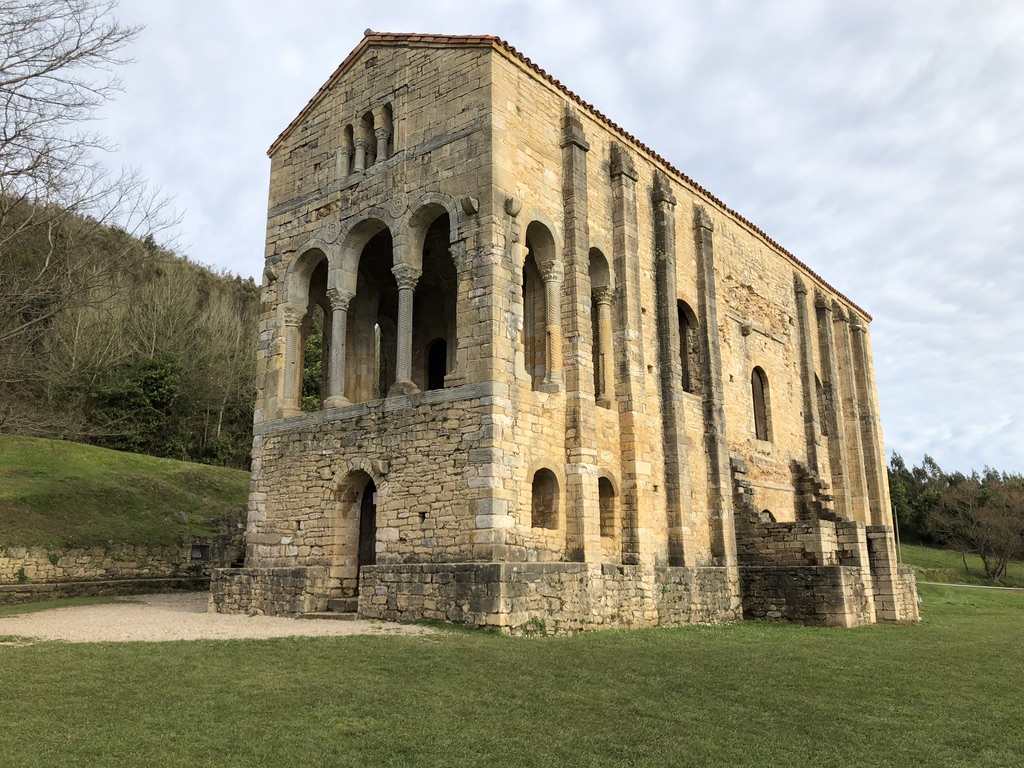
Santa María del Naranco, de estilo prerrománico asturiano.

Con Fruela la capitalidad pasó a Oviedo. Allí, el abad Máximo y su sobrino Fromestano habían construido un cenobio benedictino sobres las ruinas de un castro romano. Castro que, en tiempos de Augusto, protegía la cercana ciudad de Lucus Asturum (probablemente en la zona de Lugones) y se situaba en lo alto de la colina Obetao. Alfonso II el Casto amuralla la ciudad, construye la primitiva basílica de San Salvador y la basílica de San Julián de los Prados.
Durante el siglo IX entre los reinados de Ramiro I y Alfonso III el Magno se construyen: San Miguel de Lillo, Santa María del Naranco, la iglesia de San Salvador de Valdediós y Santa Cristina de Lena, mayores ejemplos del arte prerrománico asturiano.
El Reino de Asturias se fracciona tras la muerte del rey Alfonso III el Magno, quien reparte sus dominios entre tres de sus cinco hijos. Estos dominios incluían, además de Asturias, el condado de León, el de Castilla, el de Álava, el de Galicia y el de Portugal (que entonces era solo la frontera sur de Galicia). García se quedó los dos primeros condados fundando el Reino de León. Ordoño II se quedó con Galicia y Portugal, y Fruela II se quedó Asturias y heredó, más tarde, el reino de León de su hermano García I, que no tuvo descendencia.

## Baja Edad Media y Edad Moderna

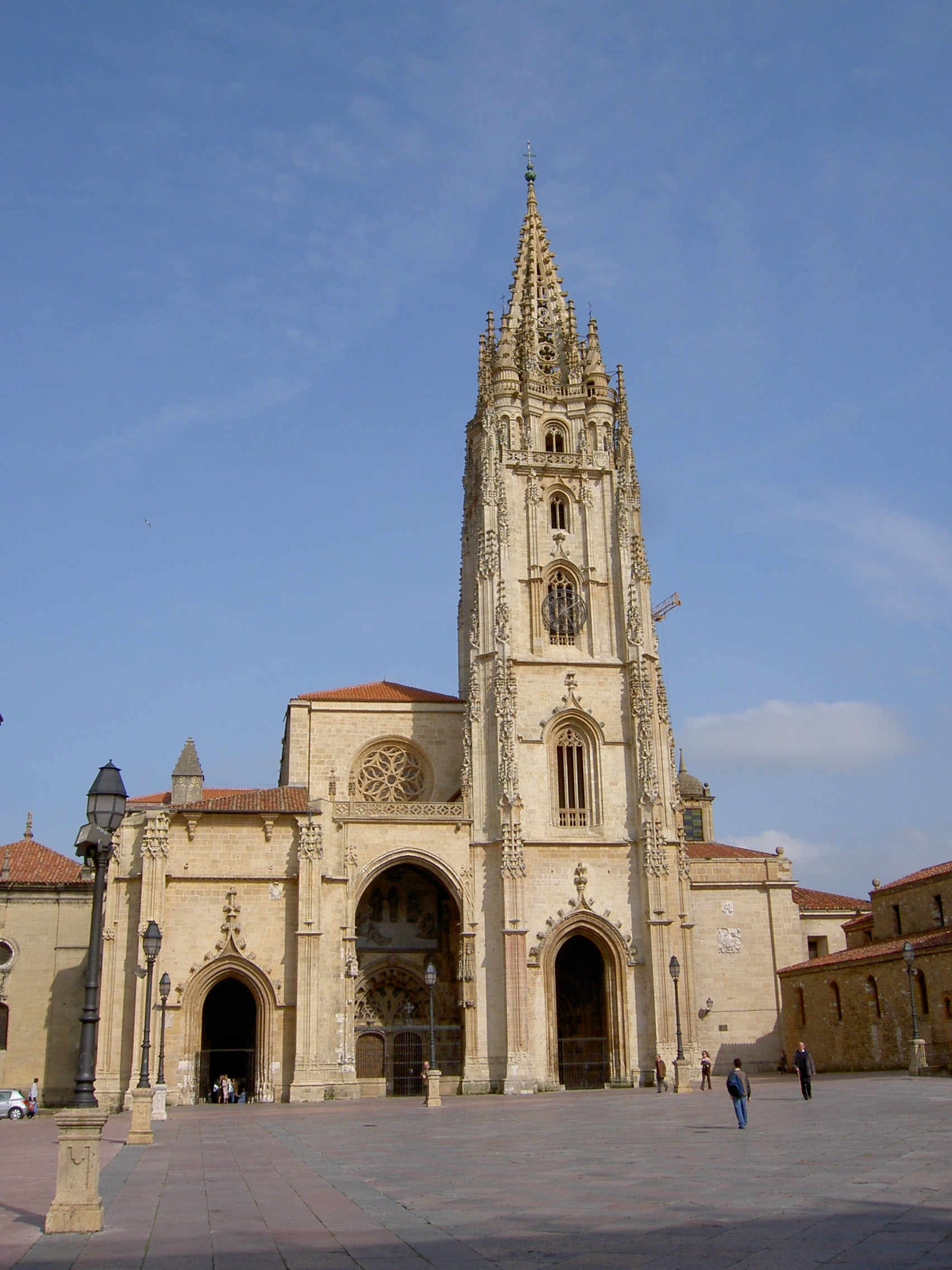
Vista de la Catedral de Oviedo.

Tras la unión de los dos reinos el de Asturias y el de León, la capitalidad pasó a la bien amurallada y romana ciudad de León. Con lo que Asturias se convirtió en una región apartada y de difícil acceso, únicamente visitada con objeto de las peregrinaciones a Santiago de Compostela, cuando los peregrinos del Camino de Santiago se desviaban hasta Oviedo para visitar las reliquias de la Catedral.

### Movimientos secesionistas
La pérdida de esta influencia provocará varios movimientos secesionistas; unos de los más importantes serían, en el siglo XII, el levantamiento del conde Gonzalo Peláez en contra del rey Alfonso VII y de Urraca, que gobernaba Asturias en nombre del Rey.

### Origen del Principado de Asturias
En 1388, mediante el Tratado de Bayona, Juan I de Trastámara y Juan de Gante ponen fin a sus disputas por el trono de Castilla pactando el matrimonio de sus hijos Enrique III de Castilla y Catalina de Lancáster, ceremonia que se celebra en la catedral de Palencia. A ambos se les otorga la condición de príncipes de Asturias, quedando así instaurado el Principado de Asturias y el título que en adelante ostentará el heredero de la Corona. Además, se vinculaban de este modo a esta una serie de territorios que, debido a su aislamiento, constituían un foco constante de rebelión.
En los primeros tiempos de la institución le pertenecía al príncipe el territorio asturiano como patrimonio y podía nombrar jueces, alcaldes, etc. que gobernaban en su nombre. Esta situación cambió con los Reyes Católicos, que redujeron el título a una condición honorífica.

### Asturias en la Guerra civil castellana:SigloXV
Asturias desempeñó un papel importante en la sublevación que tras la muerte de Enrique IV inició el rey Alfonso V de Portugal en favor de los derechos sucesorios de su sobrina Juana y contra Isabel la Católica. Alfonso V se apoyó en nobles castellanos descontentos e Isabel en las tropas enviadas por Asturias y Vizcaya.[cita requerida]
En esta época aparece la antigua Junta General del Principado de Asturias.

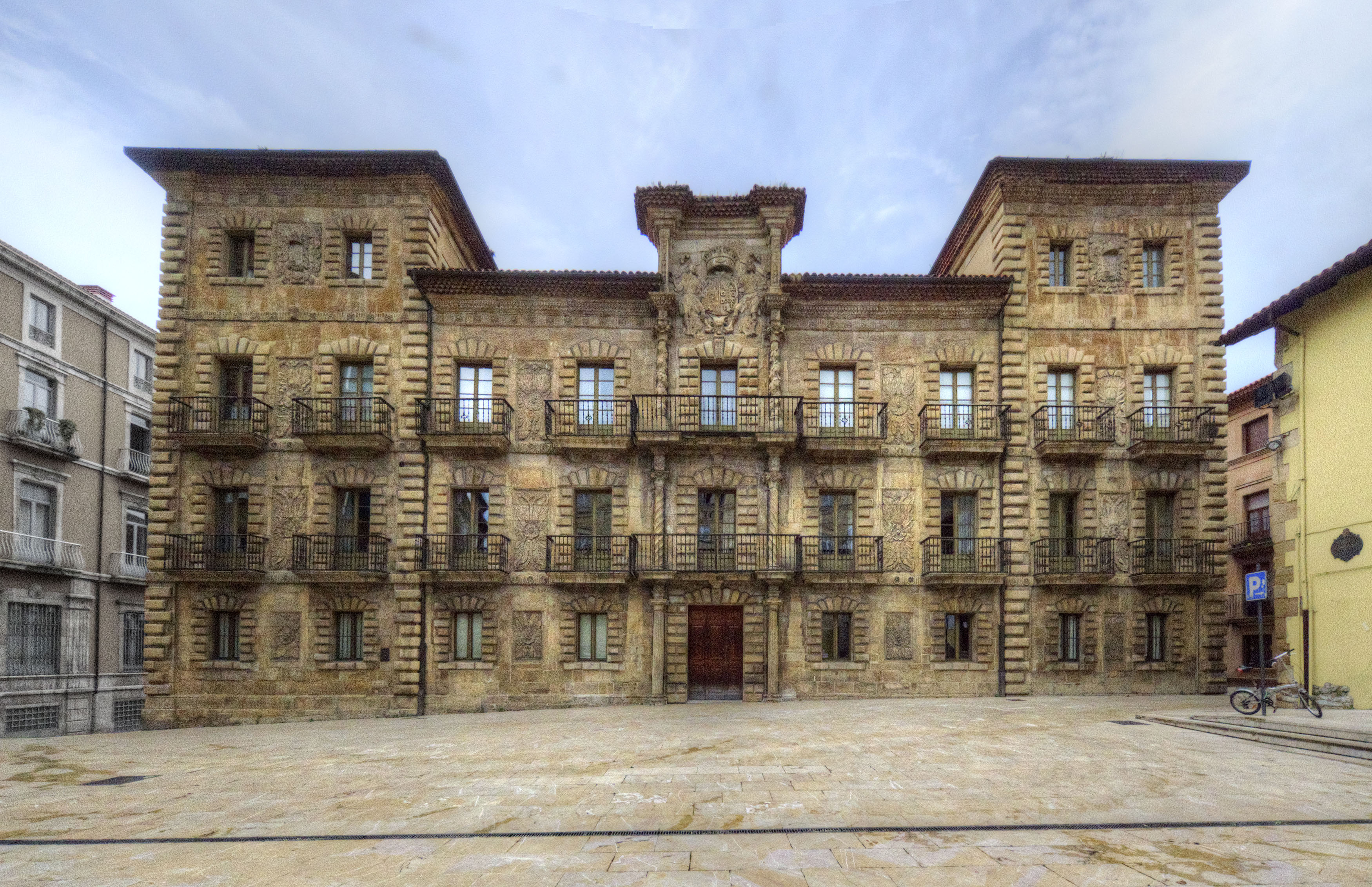
Palacio de Camposagrado, Avilés, ejemplo de palacio señorial barroco típico de la arquitectura asturiana.

### Asturias barroca:SigloXVII
Asturias presenta en el siglo XVII una precaria situación comenzada por una dura epidemia comenzada en 1598 y que acabaría con un 20% de la población. En 1693 habría otra pandemia. A pesar de estos golpes demográficos, la población asturiana tendría un creciente desarrollo, especialmente en la costa y en los valles. A nivel económico, la entrada del maíz en la agricultura asturiana, beneficiado por el clima lluvioso de la región, ayudaría a las economías de subsistencia rurales. El obispo salense Fernando Valdés Salas funda la Universidad de Oviedo, que entraría en funcionamiento en 1608 y durante este periodo se terminan las obras de la Catedral de Oviedo.

## Edad Contemporánea

### Asturias durante la Guerra de independencia
Cuando Napoleón Bonaparte invadió España en 1808 con el apoyo de los afrancesados se inició la Guerra de la Independencia, la Junta General del Principado de Asturias optó por desobedecer el día 9 de mayo las órdenes venidas desde Madrid, donde habían ocurrido los fusilamientos del 2 de mayo, causantes de crispación entre los asturianos y motivo de la desobediencia. No obstante, el 13 de mayo, la Junta se atemoriza y decirle hacerle caso a las órdenes francesas, como respuesta, el 25 de mayo de 1808 una irrupción popular declara al pueblo de Asturias como soberano en la Sala Capitular de la Catedral de Oviedo. Así miso toman varios puntos de Oviedo como la fábrica de armas de La Vega y constituyen un nuevo órgano de gobierno: la Junta Suprema. Pronto reúnen un ejército de más de 20 000 hombres de distintos concejos, declaran la guerra a Francia, envían una delegación al rey Jorge III y asientan el precedente de la Junta Suprema Central, coordinadora de las distintas Juntas Supremas del territorio español.

### Asturias durante las guerras carlistas
Asturias fue escenario de algunas batallas durante la primera guerra carlista (1833-1839), especialmente Oviedo, que fue tomada por el general Gómez en el verano de 1835 tras atravesar el puerto de Tarna con un destacamento carlista de 2 800 hombres. Sin embargo a los 3 días tuvo que abandonar la ciudad por la llegada de las tropas de Espartero. Este hecho, probablemente, es el origen de la tradición gastronómica ovetense del Día del Desarme. En el oriente ocurre en septiembre de 1836 otra ofensiva carlista, la del general Sanz, que toma Llanes e Infiesto. Intentaría asediar Oviedo pero desiste y se repliega. En Gijón se construye a partir de 1837 una muralla destinada a la defensa de la villa, la cual sería demolida en la década de 1880 dando paso al ensanche de Gijón.
Durante la tercera guerra carlista, entre 1873 y 1876, los carlistas presentaban una mejor organización, aunque fueran derrotados igualmente. Destaca la muerte en 1874 del caudillo carlista José Faes en Mieres, principal núcleo carlista.

### Asturias Ilustrada

#### Mentalidad

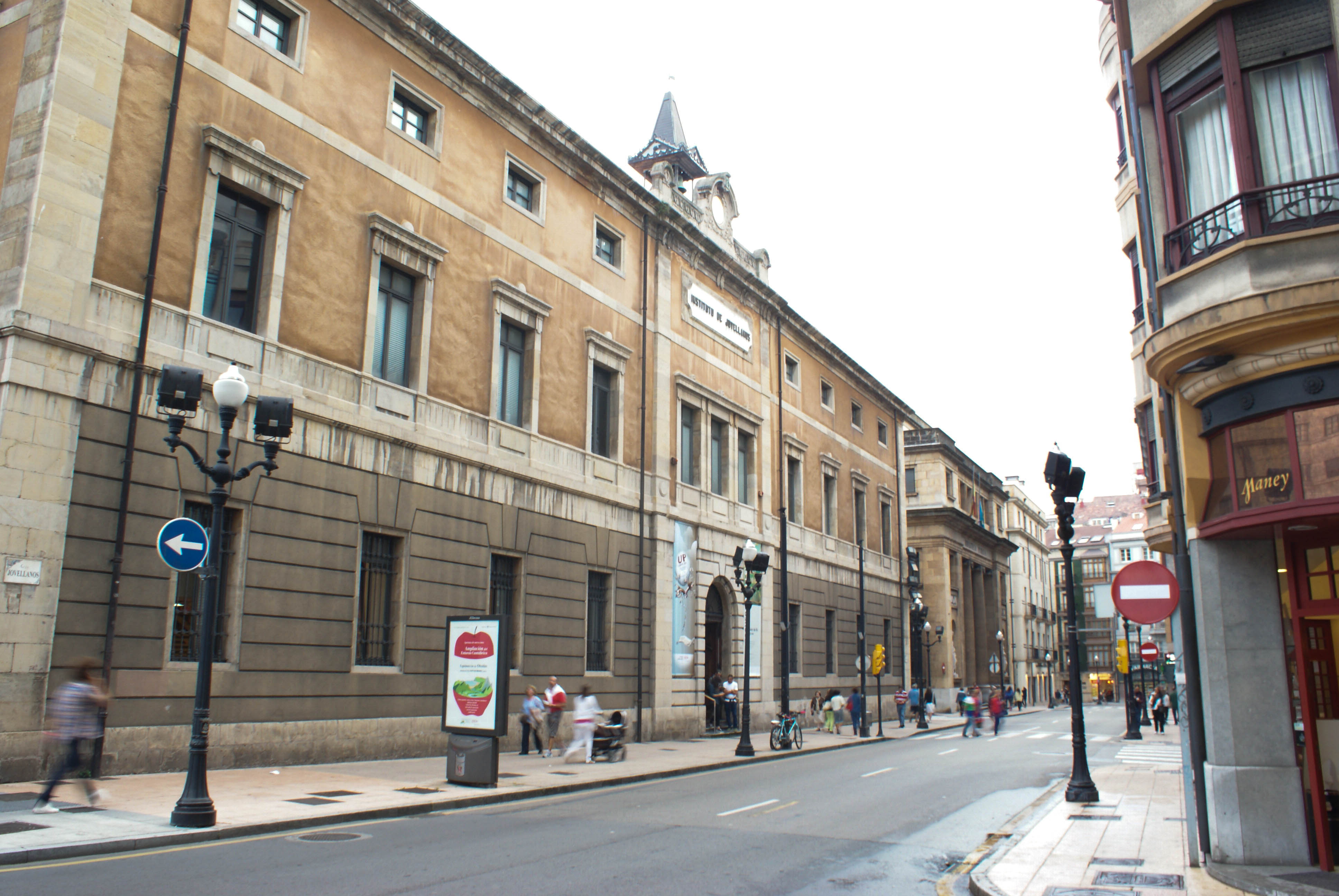
La segunda sede del Real Instituto de Jovellanos, empezada a construir en 1797, es un símbolo de la Ilustración asturiana.

En Asturias se daba un plurisecular aislamiento. Había falta de instrucción pública, que solo recaía en las clases privilegiadas. La creación de la Universidad de Oviedo en 1608, no resolverá el problema por estar desvinculada de las transformaciones en los estudios superiores que se habían ido produciendo en otros lugares.
Incluso durante el siglo XVIII, a pesar de que la iglesia cede la tradicional hegemonía en las iniciativas culturales y educativas, los cambios no serán profundos. Por otro lado, la prensa (gacetas, diarios, ensayos, etc.) tan importante en otros lugares en Asturias no será elemento dinamizador por la ausencia de industrias impresoras en la región. Así la cultura ilustrada solo llegará a grupos muy reducidos.
La minoría ilustrada trató de introducir sus ideas a través del poder (despotismo ilustrado), en Asturias formarán parte ella pequeños sectores de la nobleza terrateniente y el clero, es decir, círculos reducidos y elitistas de la sociedad que se reunirán en salones, tertulias y conferencias y mantendrán contacto con la intelectualidad europea.
Asturias aportará importantes nombres a la Ilustración española: El primero, el orensano padre Feijoo (1676-1764), precursor de la generación, el tratadista militar Álvaro Navia Osorio (1684-1732), marqués de Santa Cruz, el médico catalán Gaspar Casal (1680-1759), los economistas y políticos José del Campillo y Cossío (1693-1743) y Flórez Estrada (1765-1853), el jurista y escritor Martínez Marina (1754-1853), el académico de la historia Canga Arguelles (1771-1842), los políticos conde de Toreno (1727-1805) y conde de Campomanes (1723-1802) y cerrando el siglo el político, economista, literato, historiador, filósofo y ensayista Gaspar Melchor de Jovellanos (1744-1811).
Podemos destacar a dos grandes ilustrados de este periodo:
- Benito Jerónimo Feijoo, padre benedictino nacido en Orense, emprenderá en el convento de San Vicente una labor de investigación y estudio en diversos campos. Durante prácticamente toda su vida en Oviedo será catedrático en la universidad entre 1709 y 1764[30]

- Gaspar Melchor de Jovellanos es la figura más representativa del movimiento ilustrado español. Además de desempeñar cargos políticos como ministro de Gracia y Justicia (destituido por su visión reformista) realizó importantes aportaciones teóricas y prácticas en economía, agricultura, enseñanza o en teatro y espectáculos públicos. La preocupación de Jovellanos por su tierra, verdadero asturianista, le hizo llevar a cabo multitud de empresas en la región como la creación en 1794 del primer centro de España en formación de expertos en navegación y mineralogía; el Instituto de Náutica y Mineralogía. También proyectó una carretera a Castilla por Pajares, la carretera carbonera e impulsó las explotaciones mineras e la industriales en Asturias.[31]

## Industrialización entre 1852 y 1934

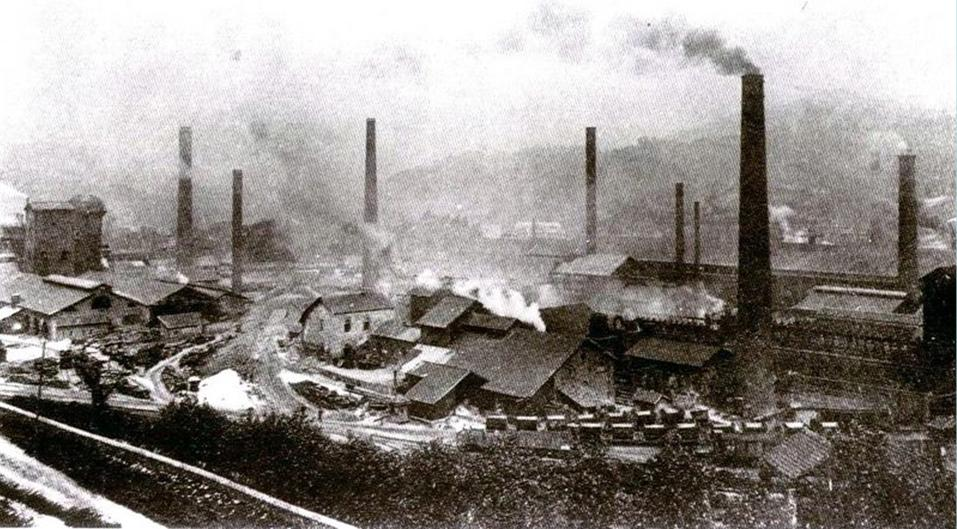
Siderurgia de La Felguera sobre 1920.

En 1852 se abrió oficialmente el primer tramo de la primera línea de ferrocarril de Asturias: El Ferrocarril de Langreo, entre Gijón y Langreo. Esta línea, tercera de España, sirvió para transportar el carbón de extraído en cuenca del Nalón hasta el puerto de Gijón. En 1874 se abre un ferrocarril de vía ancha que vertebraría Asturias, el ferrocarril de León a Gijón, conectado a partir de 1884 con la Meseta mediante la rampa de Pajares. Contaría con diversos ramales, en 1890 se inaugura uno a Avilés y en 1894 otro a El Entrego. El carbón o bien se consumía internamente o era exportado fuera de Asturias mediante puertos, especialmente por el puerto de El Musel, abierto en 1907.

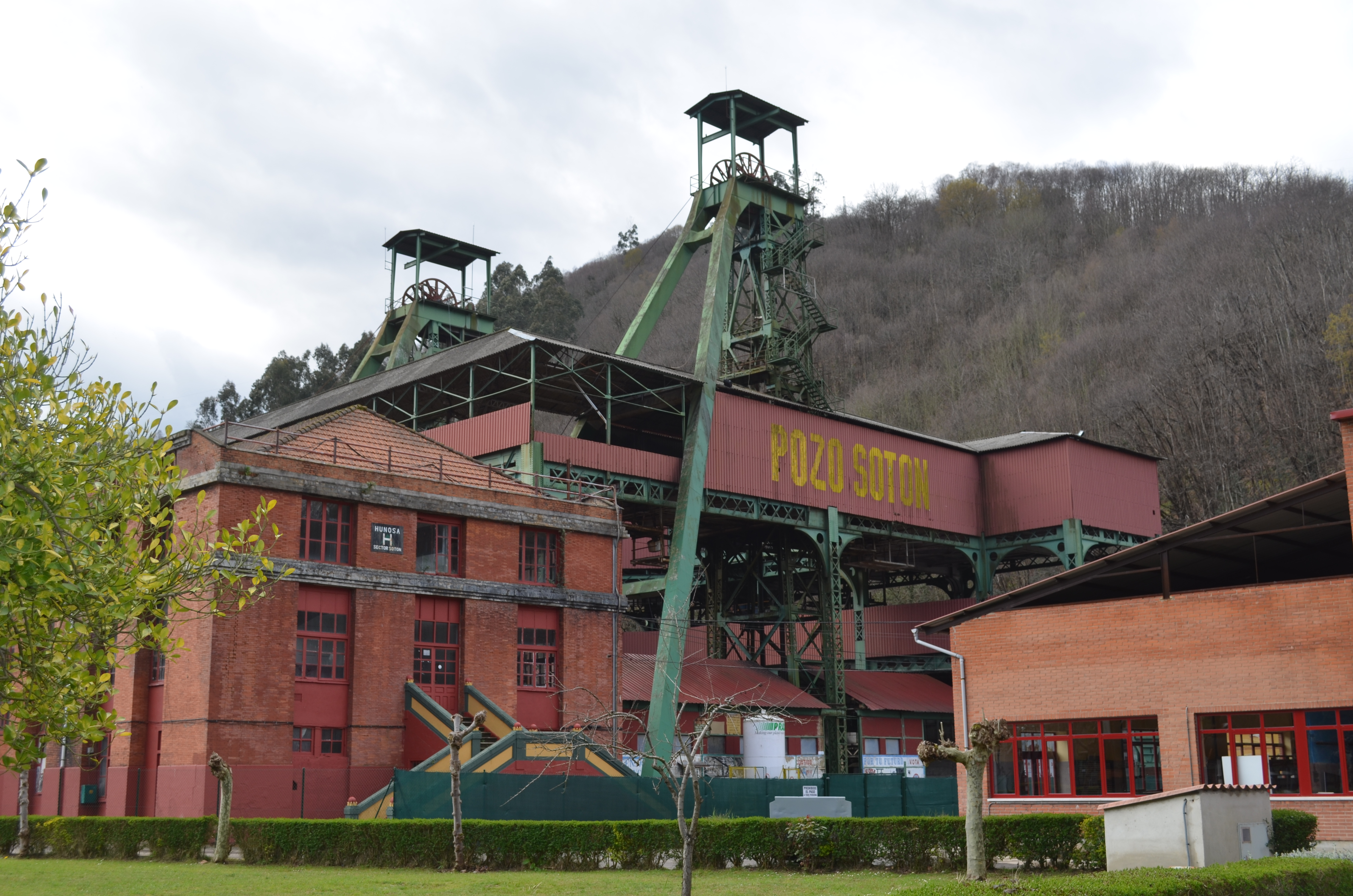
Pozo Sotón, San Marín del Rey Aurelio, abierto en 1921.

Entre 1843 y 1849 operaría la Asturian Mining Company en el concejo de Mieres. Sería la antecesora de las tres grandes siderúrgicas del siglo: La fábrica de Mieres, fundada en 1879 en Mieres, la fábrica de La Felguera, datada de 1857 y la más importante, y la fábrica de Moreda, en Gijón, que empezó su actividad en 1880.
Sin embargo la principal industria asturiana sería la minería del carbón, desarrollada en las Cuencas Mineras, centro de Asturias. Originada principalmente a mediados del siglo XIX, viviría su edad de oro a partir de 1914 debido a la neutralidad de España en la Gran Guerra y el proteccionismo de los sucesivos gobiernos.
Asturias conserva un gran número de elementos de patrimonio industrial, especialmente el gran número de castilletes de Asturias.

### El movimiento obrero asturiano 1890-1934

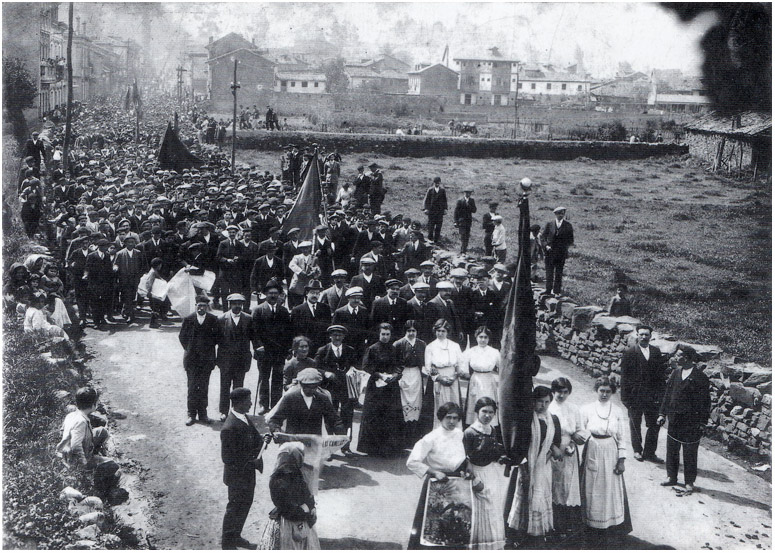
Manifestación del Primero de Mayo de 1910 en Mieres.

La clase obrera asturiana se organiza y en la década de 1890 aparecen las primeras agrupaciones socialistas en Oviedo y Gijón y algo más tarde en La Felguera y Mieres. En 1898 surge la primera asociación anarquista y en 1881 la primera huelga obrera en Asturias, en los pozos Llascaras y La Moral, Langreo. Habría que esperar hasta 1901 para ver una huelga de gran tamaño, ocurrida entre trabajadores del puerto de El Musel y secundada por los de la fábrica de Moreda, que será desbaratada por la presión patronal. En 1906 la Fábrica de Mieres inicia otra infructuosa huelga. En 1910 es fundado por Manuel Llaneza el Sindicato Minero (SOMA), que será el sindicato más poderoso de la región. Para contrarrestarle, la Asociación Patronal de Mineros Asturianos, impulsada por el anti-obrerista marqués de Comillas, propone asociaciones sindicales católicas, que no fueron muy populares. ¡
La CNT, por su parte, se asienta en la mayor industria de la región, Duro Felguera, propietarios de la Fábrica de La Felguera, e inician una dura huelga en 1912.  A pesar de las diferencias, el SOMA ayuda a los huelguistas aunque sus pueriles acuerdos finales con la patronal aumentan las redecillas entre anarquista y socialistas. A pesar de la bonanza productiva traída por la situación española en la Primera Guerra Mundial, el nivel de vida se empobreció considerablemente. Es por ello que Asturias participaría activamente en la gran huelga general de 1917; durando 2 meses en huelga y siendo brutalmente represaliada por la Guardia Civil, liderada por el general Burguete.
Durante los siguientes años el Sindicato Minero consigue algunas mejoras laborales (reducción de la jornada laboral, subidas de salarios...) y Manuel Llaneza solicitará al gobierno medidas proteccionistas para el sector hullero, lo que provoca el descontento entre los afiliados al considerarlo un movimiento de aburguesamiento, abriéndose un periodo de conflictos internos en que el propio Manuel Llaneza será apartado de la dirección del Sindicato en 1921. Además, parte de las filas pasan al PCE.
En la dictadura de Primo de Rivera el sindicalismo, especialmente el SOMA, adquiere un perfil más bajo y atenúa su lucha, siendo un momento de precariedad para la población minera.

## Revolución de octubre de 1934

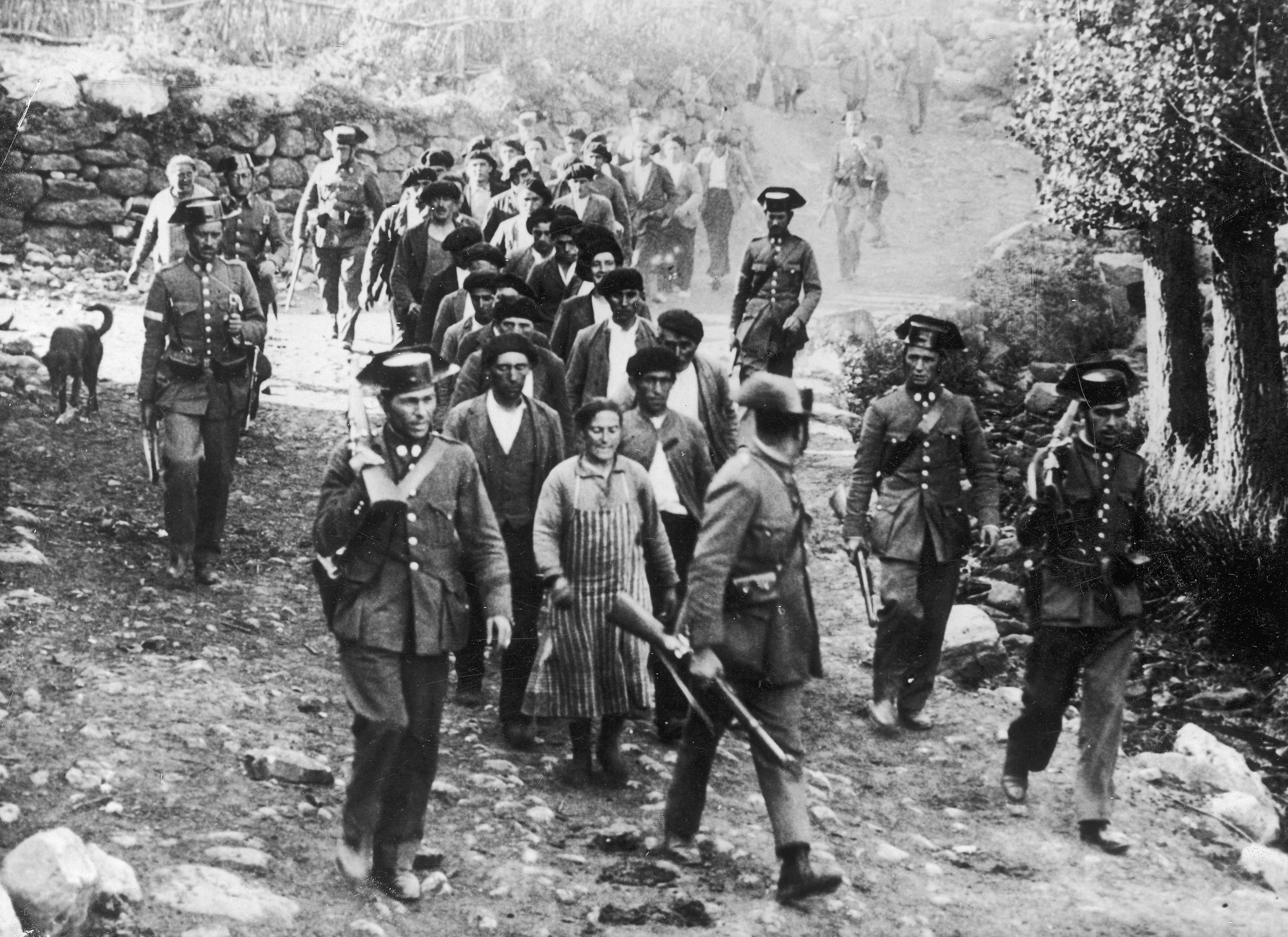
Guardias Civiles con una columna de prisioneros.

La Revolución de Asturias de 1934 fue una insurrección obrera que formaba parte de la "huelga revolucionaria" y el movimiento armado organizado en toda España conocido con el nombre de Revolución de octubre de 1934 y que sólo arraigó en Asturias, debido fundamentalmente a que allí la CNT sí que se integró en la Alianza Obrera propuesta por los socialistas de la UGT y el PSOE, a diferencia de lo sucedido en el resto de España. De ahí que la forma de organización social y política de la Comuna Asturiana (nombre con el que también se conoce a la Revolución de Asturias, por sus similitudes con la Comuna de París de 1871) fuera la instauración de un régimen socialista en las localidades donde predominaban los socialistas (o los comunistas), como Mieres donde se proclamó la "República Socialista" o como Sama de Langreo, o el comunismo libertario donde predominaran los anarcosindicalistas de la CNT, como en Gijón y sobre todo en La Felguera. Fue duramente reprimida por el gobierno radical-cedista de Alejandro Lerroux, contra el que se había lanzado la insurrección por haber dado entrada en el gobierno a tres ministros del partido no republicano CEDA, recurriendo, por decisión del general Franco que dirigió las operaciones militares desde Madrid, a las tropas coloniales marroquíes (los regulares del Ejército de África) y a la Legión procedentes del Marruecos español.
Los sublevados tomaron los barrios de Oviedo próximos a la carretera de la cuenca y parte del casco antiguo (San Lázaro, Campomanes, el Fontán, la plaza del Ayuntamiento, y la de la Escandalera). La guarnición de la ciudad apoyada por algunos civiles se protegieron en zonas del centro de la ciudad. Tras cinco días de lucha y con la proximidad de refuerzos militares, los sublevados se retiraron después de dinamitar la Cámara Santa de la catedral, situando la dinamita en la cripta de Santa Leocadia, de incendiar el teatro Campoamor, la Universidad y varios edificios civiles.
Tras el triunfo electoral de la izquierda en febrero de 1936 muchos de los presos de la sublevación fueron amnistiados y en julio de 1936 varios mandos del ejército se levantaron contra el gobierno salido de las urnas.

## Asturias en la Guerra Civil (1936-1937)

Mapa del avance del bando sublevado en el Frente Norte durante la guerra civil española. Marzo - septiembre de 1937

Durante la Guerra, Asturias quedó aislada del gobierno central y tuvo que formar su propia Administración. Oviedo estuvo ocupada por el coronel Aranda, de los nacionales, que la mantuvo hasta el final con la ayuda del pasillo del Escamplero y el Naranco por donde llegaba el abastecimiento. En Gijón gobernaban la CNT y la FAI, no existía moneda y había cierta descoordinación de las tropas entre el frente y la retaguardia. En esa ciudad, se proclamó el 24 de agosto de 1937 el Consejo Soberano de Asturias y León. En octubre del mismo año varias columnas procedentes del frente de Villaviciosa entraron en Gijón sin casi resistencia y rompieron el cerco de Oviedo.
El conflicto se prolongará durante quince meses, en los que los principales combates se librarán en tomo a la capital, asediada por los milicianos y en los límites de la región, Eo, Deva y costa del Cantábrico por donde las ofensivas del ejército nacional pretenderán liberar el cerco a la ciudad.

#### La sublevación
Tras el golpe de Estado, las fuerzas republicanas no conseguirán imponerse en la totalidad de la provincia, a pesar de que son mayoría, debido al apoyo del jefe del ejército en Oviedo, coronel Aranda a los sublevados.

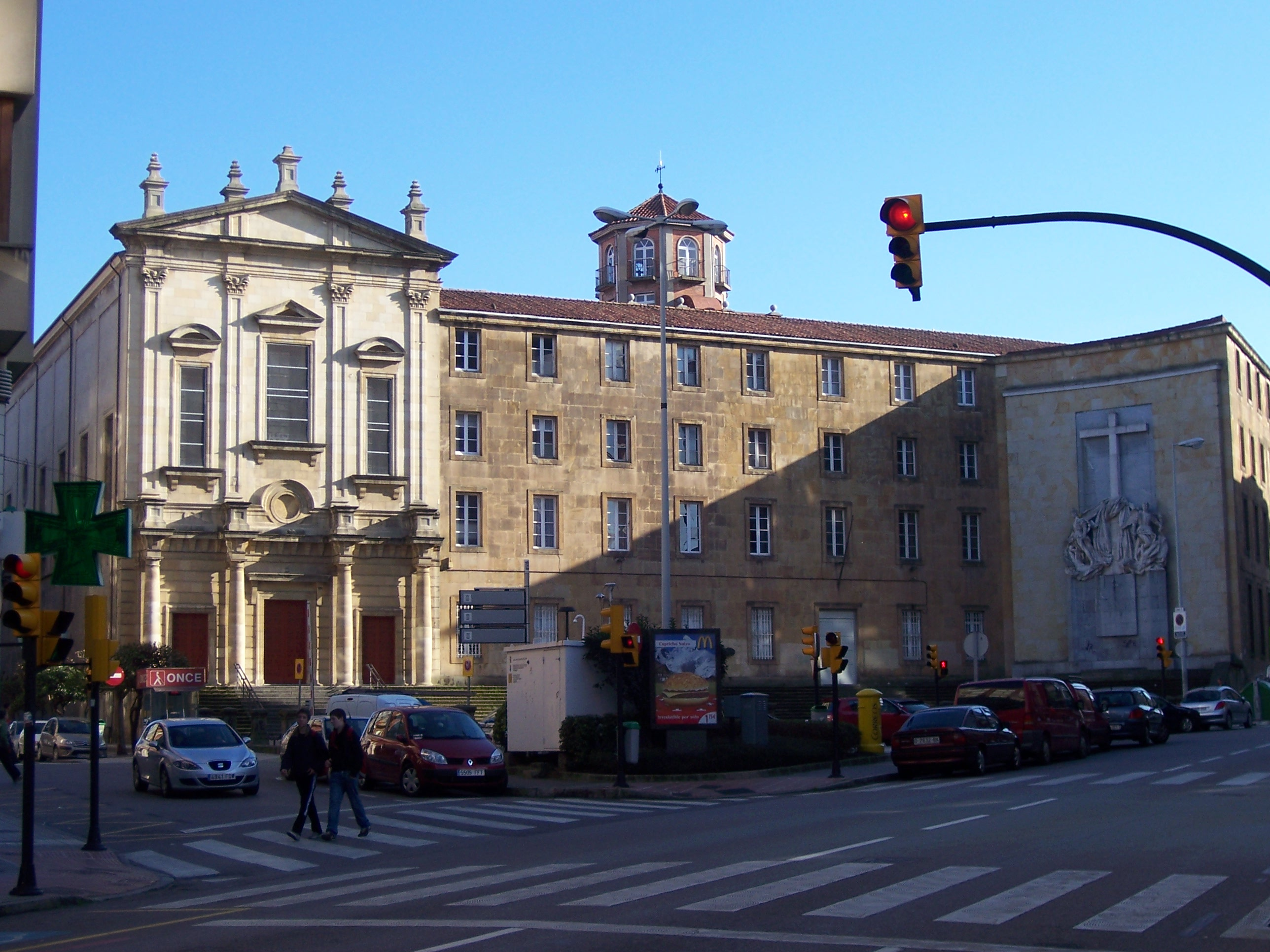
El cuartel de Simancas fue un acuartelamiento militar sublevado sucumbido en el asedio de Gijón de 1936. Actualmente el inmueble es el Colegio de la Inmaculada, Gijón.

El coronel Aranda retrasará su decisión de su apoyo al alzamiento hasta el 19 de julio, tomándose el tiempo suficiente para hacer creer a las autoridades republicanas su fidelidad al régimen y reunir al grueso de las fuerzas militares y Guardia Civil de la provincia en Oviedo para su defensa. Mientras tanto, el coronel Pinilla, animado por Aranda, sublevará los cuarteles de Gijón y comienza la batalla del cuartel de Simancas.

#### De julio a octubre del 36
Ambos bandos fijaron sus objetivos: El gobierno republicano pretendía acabar rápidamente con los focos rebeldes, y, los nacionales, intentarían resistir hasta la llegada de la ayuda, proveniente de Galicia mediante la llamada columna gallega. En el bando gubernamental surgen en los primeros días Comités que intentarán organizar a las milicias.
La unión del Comité Provincial con el cenetista Comité de Guerra creado en Gijón, tras el levantamiento, dará lugar a la formación de un nuevo Comité Provincial, que pronto pasará a llamarse Consejo Interprovincial de Asturias y León con sede en Gijón, dirigido por Belarmino Tomás y en el que participarán miembros del PSOE, PCE, Izquierda Republicana y CNT.
Los sublevados de los cuarteles de Gijón serán derrotados tras 33 días de asedio a pesar de la ayuda prestada por el crucero Almirante Cervera, que desde la costa bombardea la ciudad. El cuartel de Simancas caerá el 21 de agosto manteniendo la plaza como republicana. Por su parte, Oviedo queda incomunicado, situación que se prolongará hasta el 17 de octubre, fecha en la que las tropas gallegas dirigidas por el coronel Tejeiro, penetran en la ciudad a través del pasillo abierto desde Grado por el Escamplero. Los milicianos que sitiaban el centro fueron incapaces de asaltar las últimas defensas a pesar de la ofensiva llevada a cabo en los primeros días de este mes.

#### De octubre del 36 a septiembre del 37

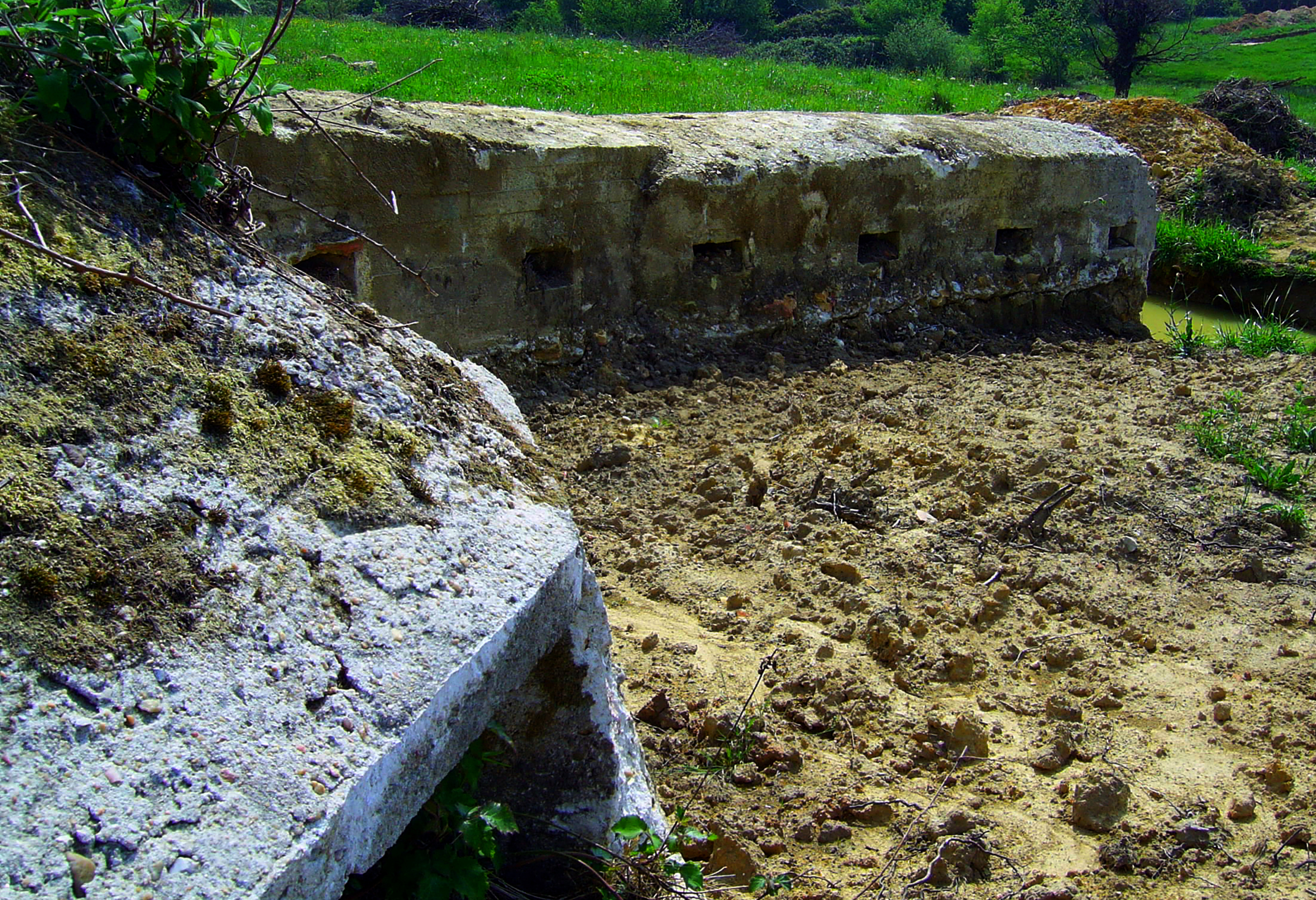
Búnker situado en los alrededores de Oviedo, levantado durante el sitio a la ciudad.

La llegada de la columna gallega a Oviedo abrirá una crisis entre anarquistas y comunistas dando lugar al cambio de algunos consejeros y a fijar como necesidad fundamental anteponer la victoria militar sobre la revolución social.
Para evitar la actuación incontrolada del "terror rojo" de períodos anteriores se crea el Tribunal Provincial Popular. Mientras tanto, Oviedo recibe más ayudas gracias al pasillo abierto y mejoran las duras condiciones de vida de los sitiados y aumenta el número de encarcelados y represaliados que en los primeros meses habían sido pocos. En febrero de 1937 se lleva a cabo una nueva ofensiva en la que participan batallones asturianos y vascos con armamento soviético. Se salda con un nuevo fracaso a pesar de que se consigue penetrar en la ciudad. En agosto de 1937 una nueva ofensiva republicana se dirige ahora hacia el "Pasillo de Grado" pretendiendo con ello estrangular la ayuda material que llegaba a la capital, tampoco tiene éxito.
La caída de Vizcaya y la rápida ofensiva rebelde hacia Santander, afecta a los batallones que asedian Oviedo que son destinados a Cantabria. Santander cae causando temor entre los miembros del Consejo Interprovincial.

Escudo del Consejo Soberano de Asturias y León. Este estado duró 57 días entre agosto y octubre de 1937.

El 24 de agosto de 1937 el Consejo Interprovincial pasa a Consejo Soberano de Asturias y León, una entidad política independiente con capital en Gijón. De esta manera Asturias se declara independiente del gobierno republicano (el Consejo soberano tenía sus propios ministros, divisas...) y aumenta su debilidad ante el frente sublevado que se aproxima en el oriente. El día 18 de octubre cae Villaviciosa y el 21, Gijón, toda Asturias y todo el norte queda en manos nacionalistas.
La desmoralización en los días anteriores a la caída de Gijón es total, muchos de los más significativos dirigentes huyen desde El Musel, lo que provoca innumerables deserciones y el "sálvese quien pueda". Barcos de la Armada, mercantes e incluso pesqueros se emplean en la evacuación de soldados y civiles (algunos consiguen salvar el bloqueo nacional, otros son apresados y alguno como el destructor Ciscar es hundido en el propio puerto). Otros republicanos huyen hasta Cataluña y algunos se echan al monte formando grupos de guerrilleros o "maquis" que perduran durante algunos años.

### La posguerra
Consecuencias de la guerra en Asturias:[cita requerida]
- Innumerables perdidas materiales, industrias, campos arrasados (la producción descendió en los años sucesivos a niveles por debajo de los alcanzados antes de la República entre un 20 y 29 %).
- Hambre y enfermedades (tuberculosis).
- Edificios destruidos (en Oviedo las 3/5 partes, entre ellos sufrieron graves deterioros la catedral y numerosas iglesias y conventos.
- Se cifran en más de 16.000 los muertos, 11.500 en combate (El número de muertos en Asturias solo es superado por Madrid) y más de 5.000 represaliados.
- Más de 2000 encarcelados durante los primeros años de 1940 en cárceles o campos de trabajo.
- Varios miles de exiliados.

En la posguerra mucha de la población obrera permanecía encarcelada o había huido a las montañas lo que obligó al mantenimiento de una fuerza militar en la región. Pero con la declaración de la Segunda Guerra Mundial en 1939 el carbón y la industria metalúrgica tomaron una importancia extraordinaria lo que impulsó el resurgimiento de la región.

## Asturias entre 1939-1981

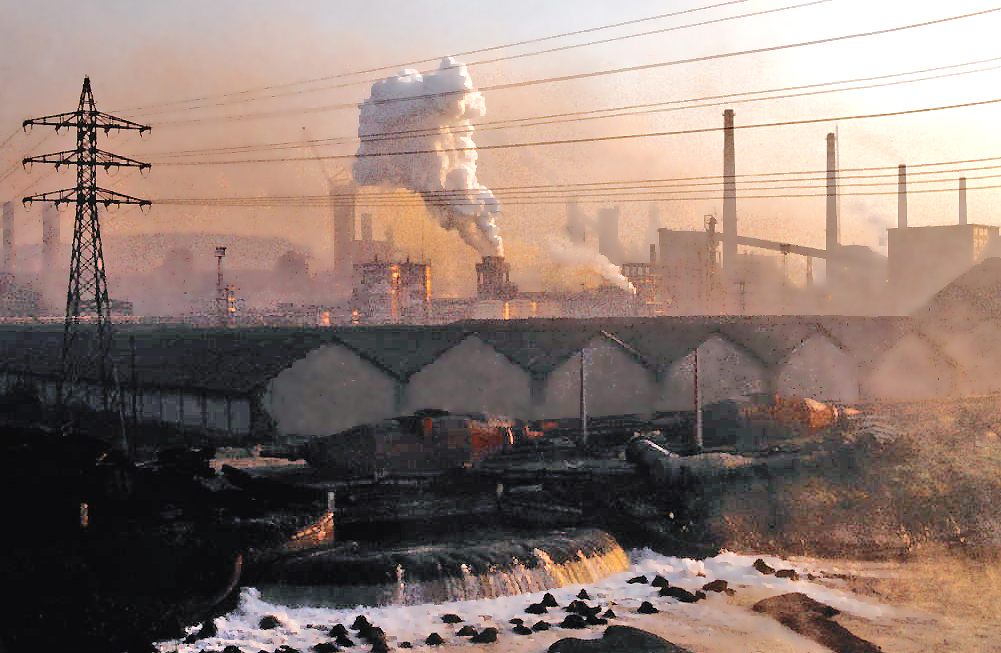
Ensidesa, Avilés, en 1979.

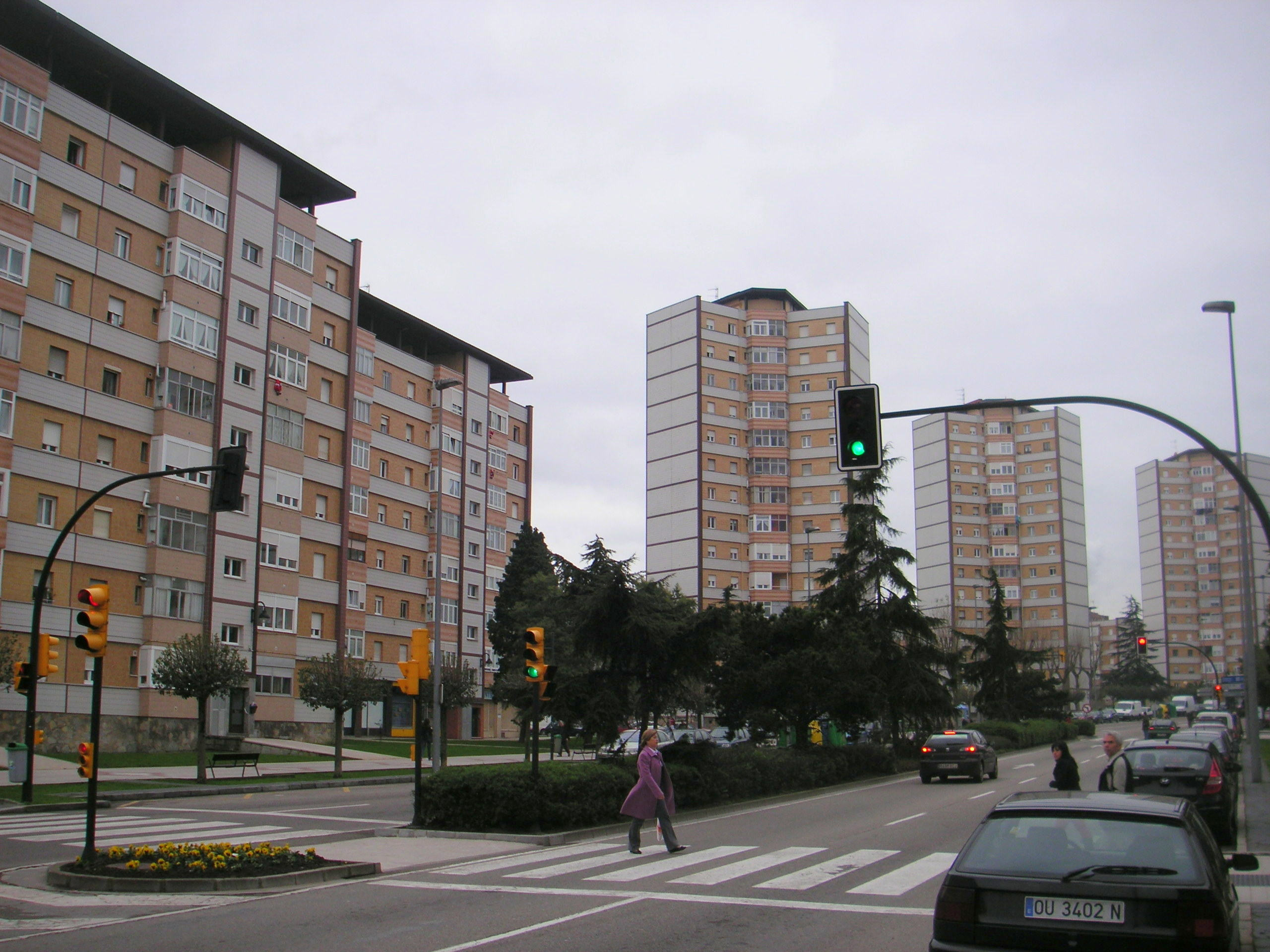
Las Mil Quinientas de Gijón, construidas entre 1958-1960 son un ejemplo del enorme crecimiento espacial y demográfico de las ciudades asturianas.

Asturias durante el franquismo se vio sometida a un gran crecimiento económico y demográfico apoyado en la industria y la minería. En 1957 Francisco Franco inaugura el primer alto horno de ENSIDESA, siderúrgica perteneciente al INI. Esta siderúrgica había sido pensada a partir de 1945 y empezada a construir en 1954 al este del casco urbano de Avilés. Por su parte, las 3 empresas siderúrgicas de capital privado, Fábrica de Mieres, de La Felguera y Moreda-Gijón, se unen en mayo de 1961 bajo el nombre de UNINSA y acuerdan construir una nueva planta al oeste de Gijón, que empieza a operar en 1971 en detenimiento de las antiguas 3 factorías históricas, avocadas al cierre. Sin embargo, a los 2 años de actividad, UNINSA se adhiere a ENSIDESA, en 1973, formando una mega-factoría estatal entre ambas fábricas. La desaparición de la siderúrgica en las Cuencas Mineras provocó cambios migratorios entre las Cuencas y Avilés y Gijón. Seguirían manteniendo su predominancia minera en este tiempo. No obstante, habría una huelga minera en 1962, fue fructuosa aunque reprimida.
En 1948 comienza a construirse en Gijón la Universidad Laboral, que desde su apertura en 1955 será el lugar de formación profesional de miles de asturianos.
El 11 de julio de 1968 se inaugura el Aeropuerto de Asturias, en defecto del aeródromo de la Morgal. En 1976 abre la «Y Griega», primera autovía asturiana que conectaría Avilés, Oviedo y Gijón mediante un sistema de 3 ramales unidos en un enlace viario en Serín. Actualmente forma parte de la A-66 y de la A-8. Todos estos y más avances de la región serían expuestos en la FIDMA a partir de 1963, escaparate técnico, comercial, industrial y turístico de Asturias.

## Asturias desde la Transición (1981-Actualidad)

### Reconversión industrial
Este periodo está marcado en Asturias por una fuerte reconversión industrial. Prácticamente todos los sectores se ven afectados por recortes de plantilla y cierres. La reconversión industrial, fechada aproximadamente entre 1986 y 1995 dentro de los planes del Gobierno para con la Unión Europea, provoca enormes cifras de paro en las ciudades asturianas, un 24% en Avilés en 1988 y un 26% en Gijón en 1987. En 1996 en Asturias se alcanzan 123.000 desempleados. ENSIDESA, por ejemplo, pasaría de 21.012 trabajadores en 1984 a 14.885 trabajadores en 1990. Sin embargo, sigue siendo en la actualidad la mayor empresa de Asturias, suponiendo en 1993 un 23% del empleo industrial asturiano. Hay que reseñar que en 1997 ENSIDESA se privatiza y pasa a denominarse Aceralia, de propiedad luxemburguesa.
A su vez sucedería un estancamiento demográfico y una enorme liberación de suelo urbano, especialmente en Gijón y en menor medida Avilés y las Cuencas.

### Evolución política

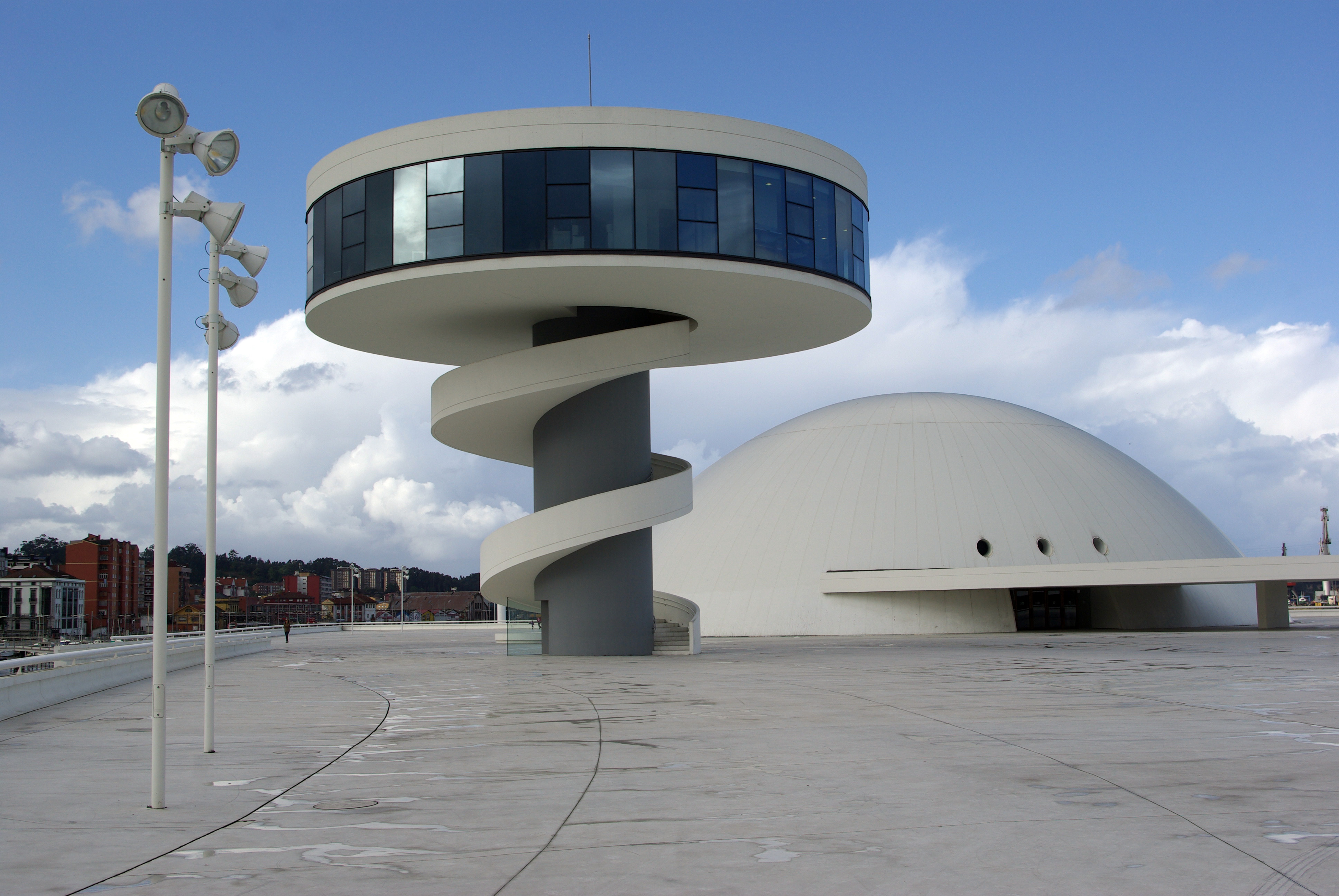
Centro Cultural Internacional Oscar Niemeyer en Avilés (Oscar Niemeyer, 2011).

Con la llegada de la democracia a España, se crea el Consejo Regional de Asturias como órgano provisional preautonómico, presidido por Rafael Fernández Álvarez. El 30 de diciembre de 1981 se aprueba el Estatuto de Autonomía de Asturias, que determina la creación de la comunidad autónoma uniprovincial del Principado de Asturias.
En mayo de 1983 se celebran las primeras elecciones autonómicas. Pedro de Silva Cienfuegos-Jovellanos, del PSOE, resulta elegido Presidente del Principado de Asturias. A Pedro de Silva le sucede Juan Luis Rodríguez-Vigil (PSOE) en 1991, que tiene que dimitir en 1993 por caso del Petromocho. Antonio Trevín asume el cargo de Presidente del Principado.
En las elecciones de 1995 el Partido Popular consigue la mayoría simple en la Junta del Principado de Asturias y es elegido Presidente Sergio Marqués. En 1998, por diferencias de criterio con su partido, Sergio Marqués abandona el Partido Popular y funda la Unión Renovadora Asturiana, gobernando en minoría hasta las elecciones de 1999.
En 1999 el PSOE obtiene la mayoría absoluta y Vicente Álvarez Areces es nombrado Presidente del Principado de Asturias. Desde el 22 de julio del 2003 gobierna con el apoyo de IU y en 2007 de nuevo gana las elecciones y, a pesar de no conseguir mayoría absoluta, de nuevo forma gobierno, siguiendo como presidente Vicente Álvarez Areces "Tini".

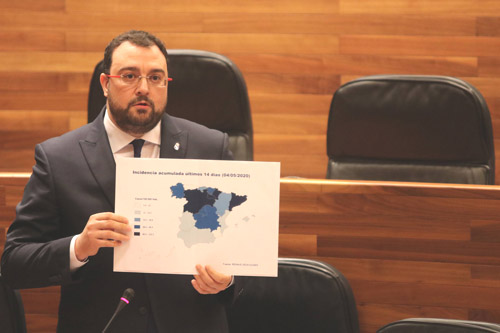
Adrián Barbón, presidente del Principado desde 2019, muestra una infografía de los casos de Covid. Mayo de 2020.

En 2011 gana las elecciones Foro Asturias, partido recién fundado y presidido por Francisco Álvarez Cascos, que se convierte en el primer partido de la democracia en ganar las primeras elecciones a las que se presenta. En 2012, Álvarez Cascos convoca nuevas elecciones y resulta derrotado, convirtiéndose en presidente Javier Fernández Fernández, secretario general de la Federación Socialista Asturiana del PSOE. En las elecciones de 2015 revalida su triunfo gobernando en minoría con el apoyo de IU. El 15 de julio de 2019 Adrián Barbón, de la FSA-PSOE, es elegido presidente hasta la actualidad.

### Hechos delsigloXXI

Mapa en el que se refleja la situación general de Asturias en el año 2008, incluyendo la población de todos los concejos, sus capitales, y otras localidades destacadas, además de algunos datos generales sobre la comunidad autónoma en ese año

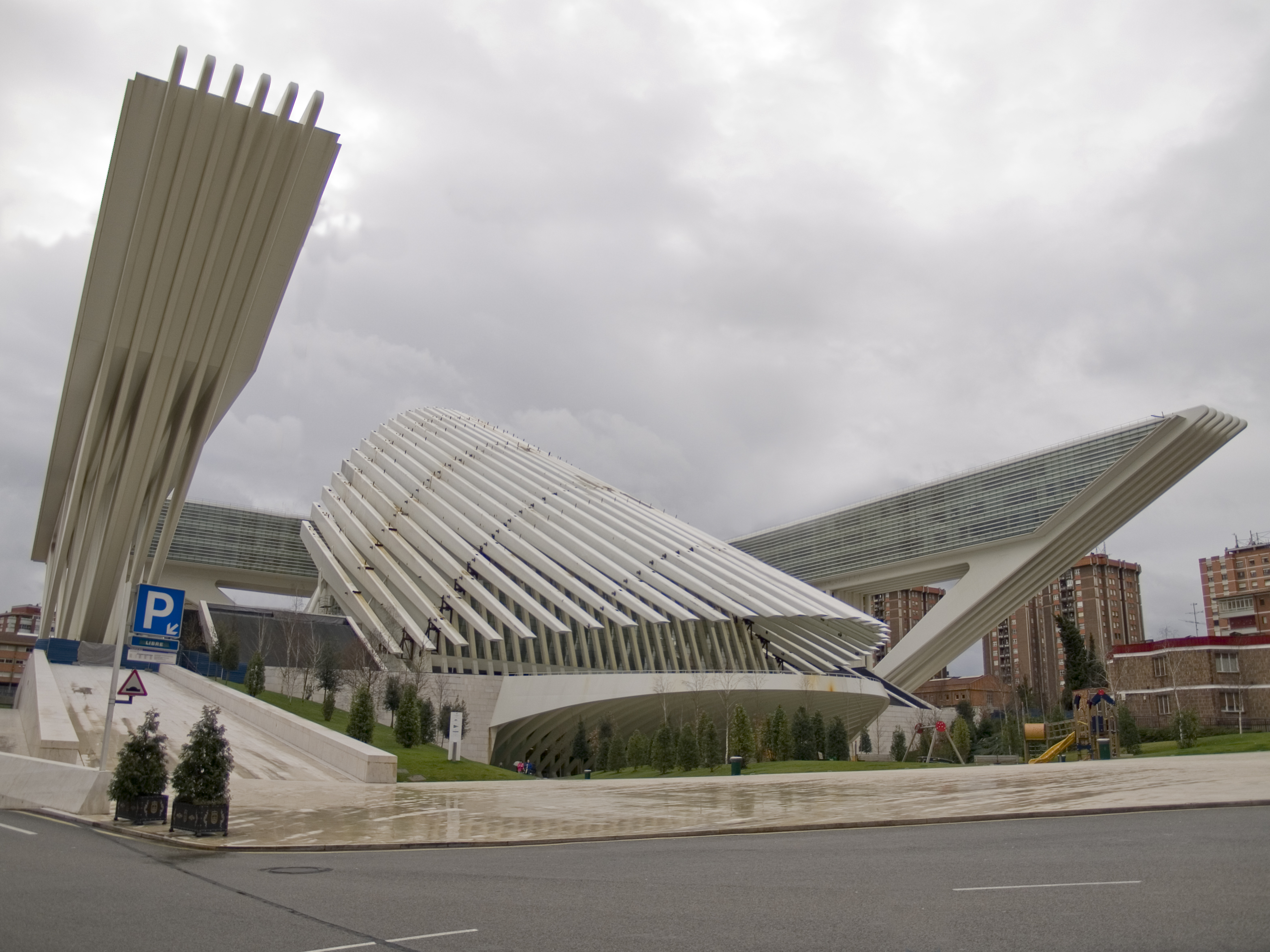
Palacio de Congresos de Oviedo (Santiago Calatrava, 2011)

Asturias vería, gracias a la reconversión industrial, una reformulación de sus espacios urbanos con la construcción de equipamientos como el Centro Cultural Internacional Oscar Niemeyer (Avilés, 2011), el polígono industrial de la ZALIA (Gijón, 2006), la Laboral, Ciudad de la Cultura (Gijón, 2007), el centro comercial Parque Prin (Siero, 2001) las autovías interurbanas Minera, Industrial, Oviedo-Villaciosa y Oviedo-La Espina, la ampliación del Puerto de Gijón (2012), la variante de Pajares (2023), el Plan de Vías de Gijón y el HUCA (Oviedo, 2014).
La pandemia de Covid-19 en Asturias se saldó con el fallecimiento de más de 3.120 personas. La economía asturiana fue afectada aunque pudo recuperase en los años posteriores. Así mismo la región se vio perjudicada por el impacto económico de la invasión rusa de Ucrania de 2022.
Asturias atraviesa el siglo XXI con grandes problemas demográficos, con una población envejecida que amenaza por bajar del millón de habitantes la población del principado.